# 126 TCN
Năm 126 TCN là một năm trong lịch Julius. 

## Mất
- Hiếu Cảnh Vương hoàng hậu